# Sorribes de la Vansa
Sorribes de la Vansa, o Sorribes de Lavansa, és un nucli de població de la Vansa i Fórnols a l'Alt Urgell, a la vall de la Vansa. El poble, cap del municipi de la Vansa i Fórnols, es troba a 995 metres d'altitud, a redós de l'església parroquial de Sant Martí de la Vansa a l'extrem oriental del municipi.
La Festa Major se celebra el primer diumenge d'agost.
Sorribes es troba al sud de la serra del Cadí, per això és una contrada definida per l'aïllament que li produeixen els altius colls que la separen de la resta de l'Alt Urgell.